# Home Nations Championship 1884
L'Home Nations Championship 1884 (in gallese Pencampwriaeth Rygbi'r Pedair Gwlad 1884) fu la 2ª edizione del torneo annuale di rugby tra le squadre nazionali di Galles, Inghilterra, Irlanda e Scozia.
Anche la seconda edizione di torneo fu vinta dall'Inghilterra, che se la aggiudicò a punteggio pieno con tre vittorie su tre incontri, l'ultima delle quali coincidente con la vittoriosa difesa della Calcutta Cup contro la Scozia al Rectory Field, campo di gioco del Blackheath.
Galles e Irlanda si incontrarono per la prima volta nel torneo dopo una controversia occorsa nel 1882, prima dell'istituzione della competizione; gli irlandesi si presentarono a Cardiff con tredici elementi, e il Galles prestò loro i rimpiazzi per completare la formazione; le fonti disponibili non sono chiare sull'identità dei giocatori offerti dal Galles; secondo quelle irlandesi uno dei due giocatori potrebbe essere Henry Johnson, mentre quelle gallesi ritengono più probabile si trattasse di suo fratello Charles Johnson, in ragione del ruolo che esso ricoprì in prima linea; qualsiasi sia la versione, i due giocatori sono tra le prime documentate coppie di fratelli rugbisti che disputarono incontri internazionali in rappresentanza di due Paesi diversi.
La partita tra Inghilterra e Scozia, diretta dal presidente della federazione irlandese George Scriven, creò polemiche da parte scozzese perché l'Inghilterra marcò il suo unico punto su un'azione che l'arbitro lasciò proseguire invece di interromperla per assegnare un calcio di punizione alla stessa Inghilterra; la federazione scozzese, infatti, nelle sue regole non contemplava la norma del vantaggio e, quindi, riteneva che il gioco dovesse essere fermato dopo un'infrazione commessa dagli stessi scozzesi.
La controversia passò alla storia come grande disputa e fu indirettamente alla base della nascita dell'International Rugby Football Board, organismo che fissasse le regole della disciplina in ambito di incontri internazionali.
Il valore delle marcature, come stabilito dalla RFU nel 1875, era 1 punto per ogni drop o per ogni calcio piazzato tra i pali a seguito di una meta, che di per sé non dava punti; solo in caso di parità di punti realizzati la discriminante sarebbe stata quella del numero di mete marcate. Nel tabellino degli incontri, laddove sia presente, il numero tra parentesi rappresenta, in caso di parità, il numero di mete segnate da ciascuna squadra.

## Nazionali partecipanti e sedi
| Squadra     | Città           | Impianto interno              |
| ----------- | --------------- | ----------------------------- |
| Galles      | Cardiff Newport | Arms Park Rodney Parade       |
| Inghilterra | Leeds Londra    | Cardigan Fields Rectory Field |
| Irlanda     | Dublino         | Lansdowne Road                |
| Scozia      | Edimburgo       | Raeburn Place                 |

## Risultati
| Arbitro: | A.J. Gardner |

|                       |    |       |
| Rotherham Twynam Wade | mt | Allen |
| Bolton                | tr | Lewis |

| Arbitro: | James MacLaren |

|  |    |             |
|  | mt | Ainslie     |
|  | tr | Grant-Asher |

| Arbitro: | J.S. Lang |

|  |    |        |
|  | mt | Bolton |
|  | tr | Sample |

| Arbitro: | Rowland Hill |

|                                   |    |          |
| Grant-Asher Peterkin Tod Wauchope | mt | McIntosh |
| Berry (2)                         | tr |          |

| Arbitro: | George Scriven |

|            |    |          |
| Kindersley | mt | Jamieson |
| Bolton     | tr |          |

| Arbitro: | Rowland Hill |

|              |    |  |
| Clapp Norton | mt |  |
| Staddan      | tr |  |

## Classifica
| Pos | Squadra     | G | V | N | P | PF | PS | DP | Pt |
| --- | ----------- | - | - | - | - | -- | -- | -- | -- |
| 1   | Inghilterra | 3 | 3 | 0 | 0 | 3  | 1  | +2 | 6  |
| 2   | Scozia      | 3 | 2 | 0 | 1 | 3  | 1  | +2 | 4  |
| 3   | Galles      | 3 | 1 | 0 | 2 | 2  | 2  | 0  | 2  |
| 4   | Irlanda     | 3 | 0 | 0 | 3 | 0  | 4  | −4 | 0  |